# 罗什勒佩鲁
罗什勒佩鲁（法語：Roche-le-Peyroux，法語發音：[ʁɔʃ lə peʁu]）是法国科雷兹省的一个市镇，位于该省东部，属于于塞勒区。

## 地理
罗什勒佩鲁（45°25'21"N, 2°22'52"E）面积7.15 平方千米，位于法国新阿基坦大区科雷兹省，该省份为法国中南部省份，北起上维埃纳省和克勒兹省，西接多爾多涅省，南至洛特省，东临多姆山省和康塔爾省。
与罗什勒佩鲁接壤的市镇（或旧市镇、城区）包括：圣皮埃尔、马尔热里德、圣玛丽拉帕努兹、圣维克图尔、萨鲁-圣朱利安。

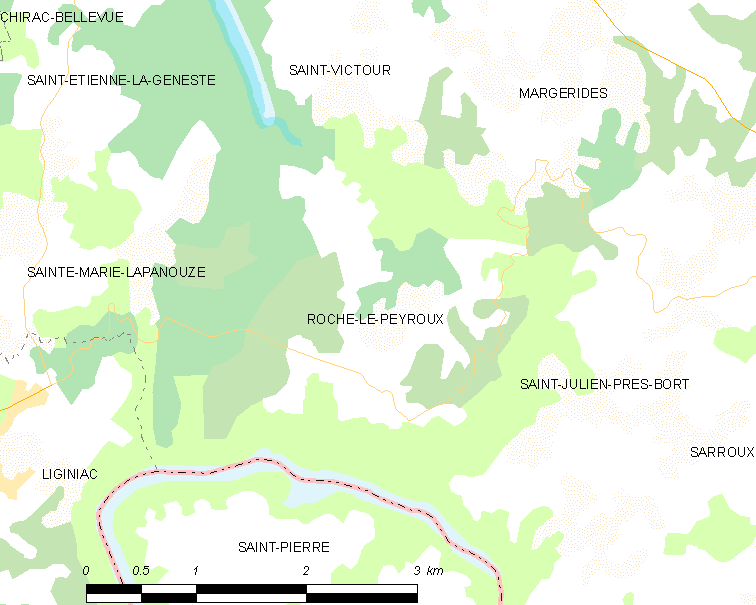
罗什勒佩鲁的OSM定位图

罗什勒佩鲁的时区为UTC+01:00、UTC+02:00（夏令时）。

## 行政
罗什勒佩鲁的邮政编码为19160，INSEE市镇编码为19175。

## 政治
罗什勒佩鲁所属的省级选区为上多尔多涅县。

## 人口

1962-2008年间罗什勒佩鲁人口变化图示

罗什勒佩鲁于2022年1月1日时的人口数量为98人。